# Troféu Nota 10
O Troféu Nota 10 é um troféu criado pelo jornal Diário de S. Paulo, para premiar os grandes destaques dos desfiles das escolas de samba do carnaval paulistano.
O troféu é subdivido em várias categorias, que representam diversos setores de uma escola de samba. A escolha é feita pelos jurados escolhidos pelo jornal.. 

## História
A ausência de uma premiação da imprensa especializada no Carnaval de São Paulo sempre foi profundamente sentida até que em 1999 o jornal Diário de São Paulo inaugurou o Troféu Nota 10 sob os moldes do prêmio Estandarte de Ouro, premiação promovida pelo jornal O Globo para os melhores do Carnaval do Rio de Janeiro.
Entre seu ano de criação e 2017 este se tornou o principal prêmio entregue às escolas de samba do Grupo Especial de São Paulo, sendo assim muito valorizado pelos sambistas premiados. Em janeiro de 2018, após a falência do veículo que organizava a premiação, o Troféu Nota 10 foi descontinuado, para retornar em 2020 após reativação do periódico. O anúncio dos vencedores do prêmio acontece tradicionalmente na terça-feira de Carnaval, antes da apuração oficial das notas.

### Histórico de Categorias
O prêmio se inicia em 1999 com 11 categorias, a categoria principal de Melhor Escola e outras 10 correspondentes aos quesitos avaliados pelos jurados no julgamento oficial da Liga Independente das Escolas de Samba. 
Em 2000 são acrescentadas três categorias: Ala das Baianas, Sambista Nota 10 (entregue a um sambista de destaque no ano correspondente) e Júri Popular (este último foi retirado em 2002).
No ano de 2004 a organização do prêmio decide fundir as categorias Melodia e Letra do Samba em uma nova categoria chamada Samba-Enredo, tendência que foi seguida pela Liga anos depois no julgamento oficial.
Em 2005 ocorre uma grande expansão do prêmio com o acréscimo das premiações para o Grupo de Acesso e de três novas categorias para o Grupo Especial: Velha Guarda, Carnavalesco e Ala das Crianças.
Em 2008 foi acrescentada a categoria Rainha de Bateria e em 2011 a categoria Destaque.
Em seu retorno no ano de 2020 o prêmio voltou mais enxuto, com um número menor de categorias.

## Quadro Geral de Premiados
Nas 20 edições do troféu Nota 10, entre 1999 e 2020, a Mocidade Alegre foi a grande vencedora com 61 troféus no total, 13 a mais que a segunda colocada Vai-Vai. Completando o pódio em terceiro lugar, com 32 premiações, a escola de samba Nenê de Vila Matilde. No total 20 escolas já foram agraciadas com pelo menos uma das 314 estatuetas distribuídas para o Grupo Especial do Carnaval de São Paulo. O quadro abaixo apresenta o ranking das escolas de samba paulistanas por número de prêmios recebidos por suas exibições no Grupo Especial:
| Escola                                                   | Prêmios |
| -------------------------------------------------------- | ------- |
| Mocidade Alegre                                          | 61      |
| Vai-Vai                                                  | 48      |
| Nenê de Vila Matilde                                     | 32      |
| Rosas de Ouro                                            | 23      |
| Gaviões da Fiel                                          | 21      |
| Império de Casa Verde                                    | 20      |
| Unidos de Vila Maria                                     | 18      |
| Pérola Negra                                             | 12      |
| Acadêmicos do Tucuruvi e Acadêmicos do Tatuapé           | 11      |
| Tom Maior                                                | 10      |
| X-9 Paulistana                                           | 09      |
| Leandro de Itaquera e Dragões da Real                    | 07      |
| Camisa Verde e Branco, Unidos do Peruche e Águia de Ouro | 06      |
| Mancha Verde                                             | 03      |
| Barroca Zona Sul                                         | 02      |
| Colorado do Brás                                         | 01      |

## Prêmio de Melhor Escola
O prêmio principal de Melhor Escola foi entregue em todas as 20 edições da premiação, tendo como grande vencedora a escola de samba Mocidade Alegre com 10 troféus. 
| Ano  | Melhor Escola         |
| ---- | --------------------- |
| 2020 | Mocidade Alegre       |
| 2017 | Dragões da Real       |
| 2016 | Império de Casa Verde |
| 2015 | Mocidade Alegre       |
| 2014 | Mocidade Alegre       |
| 2013 | Mocidade Alegre       |
| 2012 | Mocidade Alegre       |
| 2011 | Mocidade Alegre       |
| 2010 | Mocidade Alegre       |
| 2009 | Mocidade Alegre       |
| 2008 | Vai-Vai               |
| 2007 | Mocidade Alegre       |
| 2006 | Tom Maior             |
| 2005 | Unidos de Vila Maria  |
| 2004 | Mocidade Alegre       |
| 2003 | Gaviões da Fiel       |
| 2002 | Vai-Vai               |
| 2001 | Vai-Vai               |
| 2000 | Nenê de Vila Matilde  |
| 1999 | Nenê de Vila Matilde  |

## Grupo Especial

### Premiação em 2020
| Categoria                    | Premiados             | Ref.  |
| ---------------------------- | --------------------- | ----- |
| Melhor Escola                | Mocidade Alegre       | [ 3 ] |
| Bateria                      | Unidos de Vila Maria  | [ 3 ] |
| Harmonia                     | Rosas de Ouro         | [ 3 ] |
| Evolução                     | Colorado do Brás      | [ 3 ] |
| Samba-Enredo                 | Mocidade Alegre       | [ 3 ] |
| Mestre-Sala e Porta-Bandeira | Mancha Verde          | [ 3 ] |
| Comissão de Frente           | Gaviões da Fiel       | [ 3 ] |
| Alegoria                     | Mocidade Alegre       | [ 3 ] |
| Enredo                       | Barroca Zona Sul      | [ 3 ] |
| Fantasia                     | Dragões da Real       | [ 3 ] |
| Intérprete                   | Acadêmicos do Tatuapé | [ 3 ] |
| Ala das Baianas              | Acadêmicos do Tatuapé | [ 3 ] |
| Velha Guarda                 | Gaviões da Fiel       | [ 3 ] |
| Sambista Nota 10             | Mancha Verde          |       |

Premiados Individualmente
- Intérprete: Celsinho Mody (Acadêmicos do Tatuapé)
- Sambista Nota 10: Garoto Nikolas, ao lado da mãe Silvia, interpretando o desfile para o filho (Mancha Verde)

### Anos Anteriores
2017
- Melhor Escola: Dragões da Real
- Bateria: Unidos de Vila Maria
- Harmonia: Acadêmicos do Tatuapé
- Evolução: Dragões da Real
- Samba-Enredo: Acadêmicos do Tatuapé
- Mestre-Sala e Porta-Bandeira: Mancha Verde
- Comissão de Frente: Mocidade Alegre
- Alegoria: Dragões da Real
- Enredo: Acadêmicos do Tatuapé
- Fantasia: Império de Casa Verde
- Carnavalesco: Acadêmicos do Tatuapé
- Intérprete: Acadêmicos do Tatuapé
- Ala das Baianas: Unidos de Vila Maria
- Sambista Nota 10: Mocidade Alegre
- Velha Guarda: Unidos de Vila Maria
- Rainha de Bateria: Unidos do Peruche

Premiados Individualmente
- Carnavalesco: Flávio Campello (Acadêmicos do Tatuapé)
- Intérprete: Celsinho Mody (Acadêmicos do Tatuapé)
- Sambista Nota 10: Thiago Modesto (Mocidade Alegre)
- Rainha de Bateria: Stephanye Cristine (Unidos do Peruche)

2016
- Melhor Escola: Império de Casa Verde
- Bateria: Unidos da Vila Maria
- Harmonia: Mocidade Alegre
- Evolução: Mocidade Alegre
- Samba-Enredo: Unidos do Peruche
- Mestre-Sala e Porta-Bandeira: Nenê de Vila Matilde
- Comissão de Frente: Império de Casa Verde
- Alegoria: Império de Casa Verde
- Enredo: Mocidade Alegre
- Fantasia: Império de Casa Verde
- Carnavalesco: Império de Casa Verde
- Intérprete: Mocidade Alegre
- Ala das Baianas: Águia de Ouro
- Sambista Nota 10: Pérola Negra
- Ala das Crianças: Vai-Vai
- Velha Guarda: Vai-Vai
- Rainha de Bateria: Nenê de Vila Matilde
- Destaque de Alegoria: Império de Casa Verde

Premiados Individualmente
- Carnavalesco: Jorge Freitas (Império de Casa Verde)
- Intérprete: Igor Sorriso (Mocidade Alegre).
- Sambista Nota 10: Leandro dos Anjos (Pérola Negra).
- Rainha de Bateria: Ariellen Domiciano (Nenê de Vila Matilde)
- Destaque de Alegoria: Edinaldo Ribeiro (Império de Casa Verde)

2015
- Melhor Escola: Mocidade Alegre
- Bateria: Gaviões da Fiel
- Harmonia: Acadêmicos do Tucuruvi
- Evolução: Águia de Ouro
- Samba-Enredo: Mocidade Alegre
- Mestre-Sala e Porta-Bandeira: Gaviões da Fiel
- Comissão de Frente: Gaviões da Fiel
- Alegoria: Mocidade Alegre
- Enredo: Acadêmicos do Tucuruvi
- Fantasia: Mocidade Alegre
- Carnavalesco: Acadêmicos do Tucuruvi
- Intérprete: X-9 Paulistana
- Ala das Baianas: Unidos de Vila Maria
- Sambista Nota 10: Gaviões da Fiel
- Ala das Crianças: Acadêmicos do Tatuapé
- Velha Guarda: Unidos de Vila Maria
- Rainha de Bateria: Vai-Vai
- Destaque de Alegoria: Rosas de Ouro

Premiados Individualmente
- Mestre-Sala e Porta Bandeira: Wagner Araújo e Adriana (Gaviões da Fiel)
- Carnavalesco: Wagner Santos (Acadêmicos do Tucuruvi)
- Intérprete: Royce do Cavaco (X-9 Paulistana)
- Sambista Nota 10: Nivaldo da Silva (Gaviões da Fiel)
- Rainha de Bateria: Camila Silva (Vai-Vai)
- Destaque de Alegoria: Will Passos (Rosas de Ouro)

2014
- Melhor Escola: Mocidade Alegre
- Bateria: Águia de Ouro
- Harmonia: Dragões da Real
- Evolução: Mocidade Alegre
- Samba-Enredo: Mocidade Alegre
- Mestre-Sala e Porta-Bandeira: Rosas de Ouro
- Comissão de Frente: Dragões da Real
- Alegoria: Pérola Negra
- Enredo: Acadêmicos do Tatuapé
- Fantasia: Mocidade Alegre
- Carnavalesco: Pérola Negra
- Intérprete: Tom Maior
- Ala das Baianas: Acadêmicos do Tucuruvi
- Sambista Nota 10: Pérola Negra
- Ala das Crianças: Leandro de Itaquera
- Velha Guarda: Nenê de Vila Matilde
- Rainha de Bateria: Império de Casa Verde
- Destaque de Alegoria: X-9 Paulistana

Premiados Individualmente
- Mestre-Sala e Porta Bandeira: Sueli e Luizinho (Rosas de Ouro)
- Carnavalesco: André Machado (Pérola Negra)
- Intérprete: Renê Sobral (Tom Maior)
- Sambista Nota 10: Marcos Paulo Galvão, passista (Pérola Negra)
- Rainha de Bateria: Valeska Reis (Império de Casa Verde)
- Destaque de Alegoria: Zezinho do Brasil (X-9 Paulistana)

2013
- Melhor Escola: Mocidade Alegre
- Bateria: Mocidade Alegre
- Harmonia: Mocidade Alegre
- Evolução: Mocidade Alegre
- Samba-Enredo: X-9 Paulistana
- Intérprete: X-9 Paulistana
- Mestre-Sala e Porta Bandeira: Acadêmicos do Tucuruvi
- Comissão de Frente: Vai-Vai
- Alegoria: Rosas de Ouro
- Enredo: Unidos de Vila Maria
- Fantasia: Mocidade Alegre
- Ala das Baianas: Mocidade Alegre
- Sambista Nota 10: Nenê de Vila Matilde
- Velha-Guarda: Nenê de Vila Matilde
- Carnavalesco: Mocidade Alegre
- Ala das Crianças: Gaviões da Fiel
- Rainha de Bateria: Mocidade Alegre
- Destaque de Alegoria: Nenê de Vila Matilde

Premiados Individualmente
- Mestre-Sala e Porta Bandeira: Thais e Robinson (Acadêmicos do Tucuruvi).
- Carnavalesco: Márcio Carvalho e Sidnei França (Mocidade Alegre).
- Intérprete: Royce do Cavaco (X-9 Paulistana).
- Sambista Nota 10: Haone Thinar, passista (Nenê de Vila Matilde).
- Rainha de Bateria: Aline Oliveira (Mocidade Alegre).
- Destaque de Alegoria: Eduardo Caetano (Nenê de Vila Matilde).

2012
- Melhor Escola: Mocidade Alegre
- Bateria: Vai-Vai
- Harmonia: Mocidade Alegre
- Evolução: Rosas de Ouro
- Samba-Enredo: Mocidade Alegre
- Intérprete: Dragões da Real
- Mestre-Sala e Porta Bandeira: Vai-Vai
- Comissão de Frente: Pérola Negra
- Alegoria: Mocidade Alegre
- Enredo: Gaviões da Fiel
- Fantasia: Mocidade Alegre
- Ala das Baianas: Rosas de Ouro
- Sambista Nota 10: Rosas de Ouro
- Velha-Guarda: Camisa Verde e Branco
- Carnavalesco: Mocidade Alegre
- Ala das Crianças: Vai-Vai
- Rainha de Bateria: Vai-Vai
- Destaque de Alegoria: Pérola Negra

Premiados Individualmente
- Mestre-Sala e Porta Bandeira: Paula e Reginaldo (Vai-Vai)
- Carnavalesco: Márcio Carvalho e Sidnei França (Mocidade Alegre)
- Intérprete: Daniel Collete (Dragões da Real)
- Sambista Nota 10: Maria de Lurdes Ferreira (Dona Lurdes), madrinha da Ala das Baianas (Rosas de Ouro)
- Rainha de Bateria: Camila Silva (Vai-Vai)
- Destaque de Alegoria: Ivete Pugliese (Pérola Negra)

2011
- Melhor Escola: Mocidade Alegre
- Bateria: Vai-Vai
- Harmonia: Mocidade Alegre
- Evolução: Nenê de Vila Matilde
- Samba-Enredo: Nenê de Vila Matilde
- Intérprete: Nenê de Vila Matilde
- Mestre-Sala e Porta Bandeira: Águia de Ouro
- Comissão de Frente: Pérola Negra
- Alegoria: Acadêmicos do Tucuruvi
- Enredo: Mocidade Alegre
- Fantasia: Mocidade Alegre
- Ala das Baianas: Nenê de Vila Matilde
- Sambista Nota 10: Unidos do Peruche
- Velha-Guarda: Vai-Vai
- Carnavalesco: Mocidade Alegre
- Ala das Crianças: Mocidade Alegre
- Rainha de Bateria: Vai-Vai
- Destaque de Alegoria: Rosas de Ouro

Premiados Individualmente
- Mestre-Sala e Porta Bandeira: João Carlos e Laís (Águia de Ouro)
- Carnavalesco: Márcio Carvalho e Sidnei França (Mocidade Alegre)
- Intérprete: Royce do Cavaco (Nenê de Vila Matilde)
- Sambista Nota 10: Carlão do Peruche, Presidente de Honra (Unidos do Peruche)
- Rainha de Bateria: Camila Silva (Vai-Vai)
- Destaque de Alegoria: Maurício Pina (Rosas de Ouro)

2010
- Melhor Escola: Mocidade Alegre
- Bateria: Império de Casa Verde
- Harmonia: Acadêmicos do Tucuruvi
- Evolução: Mocidade Alegre
- Samba-Enredo: Pérola Negra
- Intérprete: Acadêmicos do Tucuruvi
- Mestre-Sala e Porta Bandeira: Unidos de Vila Maria
- Comissão de Frente: Pérola Negra
- Alegoria: Mocidade Alegre
- Enredo: Mocidade Alegre
- Fantasia: Mocidade Alegre
- Ala das Baianas: Vai-Vai
- Sambista Nota 10: Império de Casa Verde
- Velha-Guarda: Rosas de Ouro
- Carnavalesco: Acadêmicos do Tucuruvi
- Ala das Crianças: Vai-Vai
- Rainha de Bateria: Rosas de Ouro

Premiados Individualmente
- Mestre-Sala e Porta Bandeira: Rodrigo e Marina (Unidos de Vila Maria)
- Carnavalesco: Wagner Santos (Acadêmicos do Tucuruvi)
- Intérprete: Freddy Vianna (Acadêmicos do Tucuruvi)
- Rainha de Bateria: Ellen Roche (Rosas de Ouro)

2009
- Melhor Escola: Mocidade Alegre
- Bateria: Unidos de Vila Maria
- Harmonia: Vai-Vai
- Evolução: Nenê de Vila Matilde
- Samba-Enredo: Nenê de Vila Matilde
- Intérprete: Nenê de Vila Matilde
- Mestre-Sala e Porta Bandeira: Pérola Negra
- Comissão de Frente: Mocidade Alegre
- Alegoria: Pérola Negra
- Enredo: Império de Casa Verde
- Fantasia: Pérola Negra
- Ala das Baianas: Leandro de Itaquera
- Sambista Nota 10: Mocidade Alegre
- Velha-Guarda: Nenê de Vila Matilde
- Carnavalesco: Tom Maior
- Ala das Crianças: Império de Casa Verde
- Rainha de Bateria: Unidos do Peruche

Premiados Individualmente
- Mestre-Sala e Porta Bandeira: André e Gisa (Pérola Negra)
- Carnavalesco: Marco Aurélio Ruffin (Tom Maior)
- Intérprete: Royce do Cavaco (Nenê de Vila Matilde)
- Rainha de Bateria: Mara Kelly (Unidos do Peruche)

2008
- Melhor Escola: Vai-Vai
- Bateria: Mocidade Alegre
- Harmonia: Vai-Vai
- Evolução: Unidos de Vila Maria
- Samba-Enredo: Vai-Vai
- Intérprete: Vai-Vai
- Mestre-Sala e Porta Bandeira: X-9 Paulistana
- Comissão de Frente: Vai-Vai
- Alegoria: Império de Casa Verde
- Enredo: Império de Casa Verde
- Fantasia: Unidos de Vila Maria
- Ala das Baianas: Unidos de Vila Maria
- Sambista Nota 10: Camisa Verde e Branco
- Velha-Guarda: Rosas de Ouro
- Carnavalesco: Vai-Vai
- Ala das Crianças: Vai-Vai
- Rainha de Bateria: Mocidade Alegre

Premiados Individualmente
- Mestre-Sala e Porta Bandeira: João Carlos e Ana Paula (X-9 Paulistana)
- Carnavalesco: Chico Spinoza (Vai-Vai)
- Intérprete: Carlos Júnior (Vai-Vai)
- Rainha de Bateria: Nani Moreira (Mocidade Alegre)

2007
- Melhor Escola: Mocidade Alegre
- Bateria: Unidos do Peruche
- Harmonia: Império de Casa Verde
- Evolução: Águia de Ouro
- Samba-Enredo: Vai-Vai
- Intérprete: Mocidade Alegre
- Mestre-Sala e Porta Bandeira: X-9 Paulistana
- Comissão de Frente: Rosas de Ouro
- Alegoria: Vai-Vai
- Enredo: Mocidade Alegre
- Fantasia: Mocidade Alegre
- Ala das Baianas: Vai-Vai
- Sambista Nota 10: Vai-Vai
- Velha-Guarda: Vai-Vai
- Carnavalesco: Tom Maior
- Ala das Crianças: Rosas de Ouro

Premiados Individualmente
- Mestre-Sala e Porta Bandeira: João Carlos e Ana Paula (X-9 Paulistana)
- Carnavalesco: Marco Aurélio Ruffin (Tom Maior)
- Intérprete: Daniel Collete (Mocidade Alegre)

2006
- Melhor Escola: Tom Maior
- Bateria: Acadêmicos do Tatuapé
- Harmonia: X-9 Paulistana
- Evolução: Tom Maior
- Samba-Enredo: Vai-Vai
- Intérprete: Tom Maior
- Mestre-Sala e Porta Bandeira: Acadêmicos do Tatuapé
- Comissão de Frente: Mocidade Alegre
- Alegoria: Tom Maior
- Enredo: Rosas de Ouro
- Fantasia: Tom Maior
- Ala das Baianas: Rosas de Ouro
- Sambista Nota 10: Vai-Vai
- Velha-Guarda: Vai-Vai
- Carnavalesco: Tom Maior
- Ala das Crianças: Vai-Vai

Premiados Individualmente
- Mestre-Sala e Porta Bandeira: Daniel e Virgínia (Acadêmicos do Tatuapé)
- Carnavalesco: Marco Aurélio Ruffin (Tom Maior)
- Intérprete: Royce do Cavaco e Renê Sobral (Tom Maior)

2005
- Melhor Escola: Unidos de Vila Maria
- Bateria: Vai-Vai
- Harmonia: Império de Casa Verde
- Evolução: Unidos de Vila Maria
- Samba-Enredo: Tom Maior
- Intérprete: Nenê de Vila Matilde
- Mestre-Sala e Porta Bandeira: Unidos de Vila Maria
- Comissão de Frente: Rosas de Ouro
- Alegoria: Mocidade Alegre
- Enredo: Acadêmicos do Tucuruvi
- Fantasia: Unidos de Vila Maria
- Ala das Baianas: Mocidade Alegre
- Sambista Nota 10: Rosas de Ouro
- Velha-Guarda: Camisa Verde e Branco
- Carnavalesco: Unidos de Vila Maria
- Ala das Crianças: Barroca Zona Sul

Premiados Individualmente
- Mestre-Sala e Porta Bandeira: Everson e Cyntia (Unidos de Vila Maria)
- Carnavalesco: Wagner Santos (Unidos de Vila Maria)
- Intérprete: Baby (Nenê de Vila Matilde)

2004
- Melhor Escola: Mocidade Alegre
- Bateria: Vai-Vai
- Harmonia: Nenê de Vila Matilde
- Evolução: Mocidade Alegre
- Samba-Enredo: Mocidade Alegre
- Mestre-Sala e Porta Bandeira: Mocidade Alegre
- Comissão de Frente: Rosas de Ouro
- Alegoria: Império de Casa Verde
- Enredo: X-9 Paulistana
- Fantasia: Império de Casa Verde
- Ala das Baianas: Império de Casa Verde
- Sambista Nota 10: Mocidade Alegre

Premiados Individualmente
- Mestre-Sala e Porta Bandeira: Rubens e Adriana (Mocidade Alegre).

2003
- Melhor Escola: Gaviões da Fiel
- Bateria: Camisa Verde e Branco
- Harmonia: Gaviões da Fiel
- Evolução: X-9 Paulistana
- Melodia: Gaviões da Fiel
- Letra do Samba: Gaviões da Fiel
- Mestre-Sala e Porta Bandeira: Vai-Vai
- Comissão de Frente: Império de Casa Verde
- Alegoria: Leandro de Itaquera
- Enredo: Leandro de Itaquera
- Fantasia: Gaviões da Fiel
- Ala das Baianas: Rosas de Ouro
- Sambista Nota 10: Vai-Vai

Premiados Individualmente
- Mestre-Sala e Porta Bandeira: Renato e Fabíola (Vai-Vai).

2002
- Melhor Escola: Vai-Vai
- Bateria: Camisa Verde e Branco
- Harmonia: Vai-Vai
- Evolução: Rosas de Ouro
- Melodia: Nenê de Vila Matilde
- Letra do Samba: Vai-Vai
- Mestre-Sala e Porta Bandeira: Vai-Vai
- Comissão de Frente: Vai-Vai
- Alegoria: Gaviões da Fiel
- Enredo: Nenê de Vila Matilde
- Fantasia: Rosas de Ouro
- Ala das Baianas: Gaviões da Fiel
- Sambista Nota 10: Nenê de Vila Matilde

Premiados Individualmente
- Mestre-Sala e Porta Bandeira: Renato e Fabíola (Vai-Vai).

2001
- Melhor Escola: Vai-Vai
- Bateria: Vai-Vai
- Harmonia: Mocidade Alegre
- Evolução: Rosas de Ouro
- Melodia: Nenê de Vila Matilde
- Letra do Samba: Vai-Vai
- Mestre-Sala e Porta Bandeira: Mocidade Alegre
- Comissão de Frente: Gaviões da Fiel
- Alegoria: Vai-Vai
- Enredo: Águia de Ouro
- Fantasia: Vai-Vai
- Júri Popular: Gaviões da Fiel
- Ala das Baianas: Nenê de Vila Matilde
- Sambista Nota 10: Camisa Verde e Branco

Premiados Individualmente
- Mestre-Sala e Porta Bandeira: Paulinho e Sônia Maria (Mocidade Alegre)

2000
- Melhor Escola: Nenê de Vila Matilde
- Bateria: Unidos do Peruche
- Harmonia: Nenê de Vila Matilde
- Evolução: Nenê de Vila Matilde
- Melodia: Nenê de Vila Matilde
- Letra do Samba: Nenê de Vila Matilde
- Mestre-Sala e Porta Bandeira: Vai-Vai
- Comissão de Frente: Leandro de Itaquera
- Alegoria: Gaviões da Fiel
- Enredo: Gaviões da Fiel
- Fantasia: Rosas de Ouro
- Júri Popular: Gaviões da Fiel
- Ala das Baianas: Nenê de Vila Matilde
- Sambista Nota 10: Acadêmicos do Tucuruvi

1999
- Melhor Escola: Nenê de Vila Matilde
- Bateria: Leandro de Itaquera
- Harmonia: Nenê de Vila Matilde
- Evolução: Nenê de Vila Matilde
- Melodia: Nenê de Vila Matilde
- Letra do Samba: Leandro de Itaquera
- Mestre-Sala e Porta Bandeira: Gaviões da Fiel
- Comissão de Frente: Vai-Vai
- Alegoria: Vai-Vai
- Enredo: Nenê de Vila Matilde
- Fantasia: Vai-Vai

Premiados Individualmente
- Mestre-Sala e Porta Bandeira: Michel e Ildely (Gaviões da Fiel)

## Grupo de Acesso
As estatuetas do Troféu Nota 10 foram entregues para as escolas do Grupo de Acesso entre 2005 e 2017 para três categorias: Bateria, Samba-Enredo e Mestre-Sala e Porta-Bandeira. O quadro geral de premiações, se contabilizados somente os troféus entregues para este grupo, seria o seguinte: 
| Escola | Prêmios |
| --- | ------- |
| Camisa Verde e Branco                                                                                              | 6       |
| Morro da Casa Verde                                                                                                | 5       |
| Unidos do Peruche                                                                                                  | 4       |
| Pérola Negra | 3       |
| Nenê de Vila Matilde, Leandro de Itaquera, Gaviões da Fiel, Mancha Verde, Barroca Zona Sul e Imperador do Ipiranga | 2       |
| Águia de Ouro, Dragões da Real e Acadêmicos do Tatuapé                                                             | 1       |

### Premiados entre 2005 e 2015
2015
- Bateria: Camisa Verde e Branco
- Samba-Enredo: Imperador do Ipiranga
- Mestre-Sala e Porta-Bandeira: Pérola-Negra

Premiados Individualmente.
Mestre-Sala e Porta-Bandeira: Everson e Gisa (Pérola Negra).
2014
- Bateria: Camisa Verde e Branco
- Samba-Enredo: Mancha Verde
- Mestre-Sala e Porta-Bandeira: Mancha Verde

Premiados Individualmente.
Mestre-Sala e Porta-Bandeira: Adriana e Marcelo (Mancha Verde).
2013
- Bateria: Morro da Casa Verde.
- Samba-Enredo: Unidos do Peruche.
- Mestre-Sala e Porta-Bandeira: Pérola Negra.

Premiados Individualmente.
Mestre-Sala e Porta-Bandeira: André e Gisa (Pérola Negra).
2012
- Bateria: Nenê de Vila Matilde.
- Samba-Enredo: Morro da Casa Verde.
- Mestre-Sala e Porta-Bandeira: Acadêmicos do Tatuapé.

Premiados Individualmente.
Mestre-Sala e Porta-Bandeira: Jussara e Diego (Acadêmicos do Tatuapé).
2011
- Bateria: Dragões da Real.
- Samba-Enredo: Camisa Verde e Branco.
- Mestre-Sala e Porta-Bandeira: Leandro de Itaquera.

2010
- Bateria: Camisa Verde e Branco.
- Samba-Enredo: Nenê de Vila Matilde.
- Mestre-Sala e Porta-Bandeira: Camisa Verde e Branco.

2009
- Bateria: Águia de Ouro.
- Samba-Enredo: Morro da Casa Verde.
- Mestre-Sala e Porta-Bandeira: Imperador de Ipiranga.

2008
- Bateria: Barroca Zona Sul.
- Samba-Enredo: Unidos do Peruche.
- Mestre-Sala e Porta-Bandeira: Unidos de Peruche.

2007
- Bateria: Camisa Verde e Branco.
- Samba-Enredo: Gaviões da Fiel.
- Mestre-Sala e Porta-Bandeira: Leandro de Itaquera.

2006
- Bateria: Morro de Casa Verde.
- Samba-Enredo: Morro de Casa Verde.
- Mestre-Sala e Porta-Bandeira: Barroca Zona Sul.

2005
- Bateria: Unidos de Peruche.
- Samba-Enredo: Gaviões da Fiel.
- Mestre-Sala e Porta-Bandeira: Pérola Negra.